# ویکتوری (آلبوم جکسون‌ها)
ویکتوری یا پیروزی (به انگلیسی: Victory) پانزدهمین آلبوم استودیویی جکسون‌ها است. این آلبوم توسط اپیک رکوردز در ۲ ژوئیه ۱۹۸۴ منتشر شد. این تنها لبومی بود که شامل هر شش برادر جکسون در یک گروه رسمی بود.